# Good News (canción)
«Good News» (en español: Buenas noticias) es una canción del rapero estadounidense Mac Miller. Fue lanzada a través de Warner Records el 9 de enero de 2019 como sencillo de su futuro sexto álbum de estudio, Circles (2020). Este es el tercer lanzamiento póstumo de Miller desde su muerte el 7 de septiembre de 2018, después de lanzarse «Time» con Free Nationals y Kali Uchis el 12 de junio de 2019, y después de aparecer junto a Sia en «That's Life» de 88-Keys lanzada el 20 de junio de 2019.

## Antecedentes
El 7 de septiembre de 2018, Miller falleció a causa de una sobredosis de drogas y alcohol en su casa ubicada en Studio City, California en Estados Unidos. Proyectos como la grabación de un video musical para ese día, su gira «The Swimming Tour» a punto de comenzar en octubre de ese año y la grabación de su sexto trabajo discografíco fueron cancelados. Después del sepulcro de Miller en el cementerio de Homewood en su ciudad natal de Pittsburgh, se llevaron a cabo eventos de beneficencia como el A Celebration of Life, que tuvo lugar el 31 de octubre de 2018 en Los Ángeles con el fin de que las ganancias recaudadas llegaran a la Mac Miller Circles Fund y así apoyar programas de arte juvenil y de desarrollo comunitario en memoria del mismo Miller, logrando recaudar más de $700,000 dólares en enero de 2019.
El 12 de julio de 2019, se lanzó el primer proyecto póstumo de Miller desde su muerte, siendo lanzado el sencillo «Time» donde el rapero comparte créditos con la banda Free Nationals y la cantante Kali Uchis. El 20 de junio de 2019, fue lanzada la canción «That's Life» del rapero 88-Keys en colaboración con Miller y la cantante Sia, el concepto de la canción se le ocurrió a Miller después de una conversación que tuvo con 88-Keys sobre las relaciones que tenían en ese momento, la parte de Miller fue grabada en febrero de 2015, y se filtró en internet en mayo de 2019 bajo un título incorrecto, luego de esto 88-Keys afirmó tener una versión mejorada y final de esta, fue entonces cuando él mostró la canción a Sia y ella se identificó personalmente con los sentimientos de la canción, luego la cantante grabó su parte y después se obtuvo el permiso de la familia de Miller para que Warner Records la lanzara.
El 8 de enero de 2020, la familia de Miller anunció a través de su cuenta de Instagram el sexto álbum de estudio del rapero, titulado Circles (2020) para ser lanzado el 17 de enero de 2020. El proyecto había quedado inconcluso cuando Miller falleció y estaba destinado a ser un álbum complementario de Swimming (2018); Jon Brion se encargó de completar la producción del álbum, pues se había involucrado junto a Miller en el proyecto. El 10 de enero se lanzó «Good News» como el primer sencillo de este, acompañado de un video musical.

## Video musical
El video musical fue lanzado junto a la canción el 10 de enero de 2020 en el canal de Miller en YouTube. Fue dirigido por Anthony Gaddis y Eric Tilford. El video presenta imágenes de Miller en un mundo abstracto con coloridos paisajes animados.

## Créditos y personal
Créditos adaptados de Tidal.
- Mac Miller - voz, composición, producción
- Jon Brion - composición, producción, guitarra, teclados
- Wendy Melvoin - bajo, guitarra
- Matt Chamberlain - batería
- Patricia Sullivan - masterización
- Greg Koller - mezcla, grabación
- Vic Wainstein - productor asociado, grabación
- Eric Caudieux - grabación
- Ruble Kapoor - asistente de grabación
- Jeff Sosnow - Gerente de A&R

## Historial de lanzamiento
| Región | Fecha               | Formato                     | Discográfica   | Ref.  |
| ------ | ------------------- | --------------------------- | -------------- | ----- |
| Varios | 10 de enero de 2020 | Descarga digital, Streaming | Warner Records | [ 2 ] |